# Hildur Antonsdóttir
Hildur Antonsdóttir, född den 18 september 1995 i Reykjavik, är en isländsk fotbollsspelare.

## Biografi
Hildur Antonsdóttir inledde sin seniorkarriär i Valur år 2011. Hon har även spelat i Breiðablik innan hon år 2022 värvades av Fortuna Sittard. 2024 värvades hon av Madrid CFF. Hon har även representerat det isländska damlandslaget där hon debuterade 2020.